# Aborto en Irán
El aborto en Irán es ilegal, excepto en el caso de que el embarazo ujer. 
En 1978 el aborto fue legalizado por primera vez. En abril de 2005, el Parlamento iraní aprobó un nuevo proyecto de ley que reduciría las condiciones por permitir el aborto en ciertos casos, por ejemplo si el embarazo resultaría en el nacimiento de un niño con una enfermedad congénita. Sin embargo, el Consejo de Guardianes, una entidad con doce miembros que debe aprobar nueva legislación aprobada por el Parlamento, rechazó el proyecto un mes después.